# Robert Meeuwsen
Robert Meeuwsen (* 21. März 1988 in Nieuwegein) ist ein ehemaliger niederländischer Beachvolleyballspieler. Er wurde 2013 Weltmeister und gewann 2016 die olympische Bronzemedaille.

## Karriere
Meeuwsen spielte 2007 bei der U21-Weltmeisterschaft in Modena mit Sven Vismans und belegte den 25. Platz. Im folgenden Jahr absolvierte er mit Jorn Hoiskamp das Challenger-Turnier in Brünn sowie die Satellite-Turnier in Lausanne und Vaduz; dabei wurde er in Vaduz Fünfter. 2010 hatte er mit Christiaan Varenhorst und Jan-Joost van den Bogert seine ersten Auftritte bei den Open-Turnieren der World Tour, kam dabei aber in Prag und Den Haag nicht über die „Country Quota“ hinaus.
Seit 2011 bildet er ein Duo mit Alexander Brouwer. Brouwer/Meeuwsen erreichten im ersten gemeinsamen Jahr auf der World Tour 2011 den 17. Platz bei den Brasília Open und einige vordere Platzierungen bei Satellite- und Masters-Turnieren, darunter ein Turniersieg in Vaduz. Bei der EM in Kristiansand erreichten sie als Gruppensieger die KO-Phase und schieden schließlich im Viertelfinale gegen die Deutschen Erdmann/Matysik aus. Bei den ersten FIVB-Turnieren 2012 kamen sie nicht über 25. Plätze hinaus. Bei der EM in Scheveningen gelangten sie als Gruppenzweite erneut bis ins Viertelfinale und unterlagen dort den Polen Kądzioła/Szałankiewicz. Als Neunte der Grand Slams in Gstaad und Klagenfurt schafften sie anschließend ihre ersten Top-Ten-Ergebnisse auf der World Tour. Sie gewannen erneut das Satellite-Turnier in Vaduz und wurden beim Masters in Warna erst im Endspiel geschlagen. Außerdem wurden sie niederländischer Meister.
Beim ersten Turnier der World Tour 2013 wurden Brouwer/Meeuwsen Fünfte der Fuzhou Open. Das gleiche Ergebnis gelang ihnen beim Masters in Baden. Außerdem erreichten sie bei vier Grand Slams jeweils den neunten Platz. In der Vorrunde der WM in Stare Jabłonki kamen sie als einer der besten Gruppendritten in die nächste Runde. Sie gaben in den folgenden vier Partien nur noch einen Satz ab und gewannen schließlich durch ein 2:0 gegen die Brasilianer Ricardo Santos und Álvaro Morais Filho den Titel. Nach der WM wurden sie Vierte in Gstaad, Fünfte in Berlin sowie Neunte in Klagenfurt. Zum Jahresabschluss erreichten sie das Finale der Xiamen Open, das sie gegen Alison/Felipe verloren. Ihren nationalen Titel verteidigten sie erfolgreich.
Die ersten beiden Turniere der World Tour 2014 spielte Brouwer mit Michiel van Dorsten und wurde dabei Fünfter in Fuzhou und Neunter in Shanghai. Bei der EM in Quartu Sant’Elena stand er wieder mit Meeuwsen auf dem Feld. Brouwer/Meeuwsen qualifizierten sich als Gruppensieger direkt fürs Achtelfinale, mussten sich dort aber den Österreichern Doppler/Horst im Tiebreak geschlagen geben. Ebenfalls Neunte wurden sie bei den Grand Slams in Berlin, Stavanger und Den Haag. In Long Beach belegten sie den fünften Rang und in São Paulo beendeten sie die Saison mit einem weiteren neunten Platz. In der Saison 2015 standen sie bei den Open-Turnieren in Fuzhou und Luzern jeweils im Finale und unterlagen dort den Deutschen Böckermann/Flüggen und den Italienern Caminati/Ranghieri. Nach einem fünften Platz beim Grand Slam in Moskau gelang ihnen beim Poreč Major gegen die Kanadier Binstock/Schachter der erste Turniersieg in der FIVB-Serie. Bei der WM in den Niederlanden wurden die Titelverteidiger hingegen in der ersten KO-Runde von den Brasilianern Filho/Felipe entthront. Danach wurden sie Dritte des Gstaad Major. Bei der EM in Klagenfurt gewannen sie trotz einer Niederlage gegen Böckermann/Flüggen ihre Vorrundengruppe sowie das Achtel- und Viertelfinale. Nach der Halbfinalniederlage gegen die Letten Samoilovs/Šmēdiņš verloren sie auch das niederländische Duell um den dritten Platz gegen Nummerdor/Varenhorst. Weitere Top-Ten-Ergebnisse erzielten sie als Vierte in Long Beach, Dritte des CEV-Masters in Mailand und wiederum Vierte beim World Tour Final in Fort Lauderdale. In Puerto Vallarta unterlagen sie im Finale dem US-Duo Nicholas Lucena/Dalhausser.
Anfang 2016 wurden sie Dritte in Rio de Janeiro und Vitória sowie Fünfte in Antalya und Moskau. Bei der EM in Biel/Bienne setzten sie sich nach dem Gruppensieg auch gegen Böckermann/Flüggen und Nummerdor/Varenhorst durch, bevor sie im Halbfinale von den Italienern Nicolai/Lupo gestoppt wurden und auch das Spiel um den dritten Platz gegen Fijałek/Prudel verloren. Damit wurden sie zum zweiten Mal in Folge EM-Vierte. Beim anschließenden Hamburg Major mussten sie sich im Endspiel Lucena/Dalhausser geschlagen geben. Die nächsten Major-Turniere in Poreč und Gstaad beendeten sie auf dem neunten Rang, bevor sie in Klagenfurt Fünfte wurden. Als bestes Team der Olympiarangliste qualifizierten sie sich für die Olympischen Spiele in Rio. Dort gewannen sie ihre Vorrundengruppe sowie das Achtelfinale gegen die Kanadier Schalk/Saxton und das Viertelfinale gegen Nummerdor/Varenhorst. Nach dem verlorenen Halbfinale gegen die späteren Olympiasieger Alison/Bruno setzten sie sich im Spiel um die Bronzemedaille gegen die Russen Semjonow/Krassilnikow durch. Nach den Spielen belegten Brouwer und Meeuwsen im World Tour Finale in Toronto den neunten Platz.

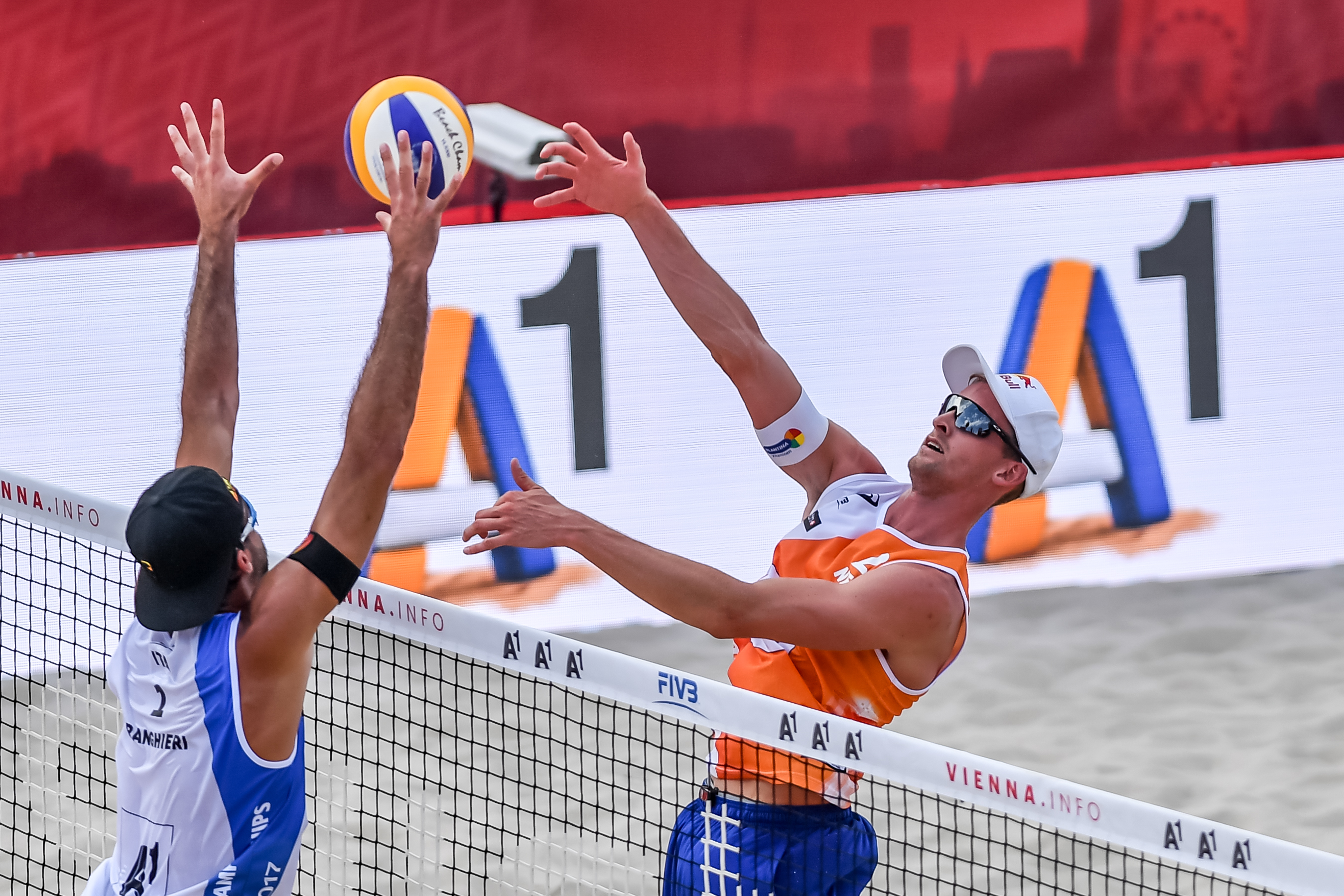
Meuwsen in Aktion bei der Weltmeisterschaft in Wien (2017)

2017 nahmen sie an fünf regulären Turnieren der World Tour teil, wobei ein Sieg in Xiamen ihr bestes Ergebnis war. Darüber hinaus wurde das Duo zweimal Fünfter (Rio de Janeiro und Den Haag) und zweimal Neunter (Moskau und Poreč). Bei der Weltmeisterschaft in Wien schieden Brouwer und Meeuwsen im Sechzehntelfinale gegen die Österreicher Clemens Doppler und Alexander Horst aus. In Jūrmala gewannen die beiden die Bronzemedaille bei der Beachvolleyball-Europameisterschaft 2017. In der Saison 2018 nahmen Brouwer und Meeuwsen an elf regulären Turnieren der World Tour teil. Sie errangen zwei Siege (Doha und Aalsmeer), einen dritten Platz (Den Haag), zwei vierte Plätze (Warschau und Wien) und vier fünfte Plätze (Fort Lauderdale, Itapema, Ostrava und Gstaad). Im eigenen Land kamen sie bei der Beachvolleyball-Europameisterschaft 2018 nicht über das Viertelfinale hinaus, das sie gegen das lettische Duo Jānis Šmēdiņš und Aleksandrs Samoilovs verloren. Sie belegten außerdem den zweiten Platz bei der AVP Tour in Waikiki. Sie beendeten die Saison mit einem siebten Platz bei den World Tour Finals in Hamburg.

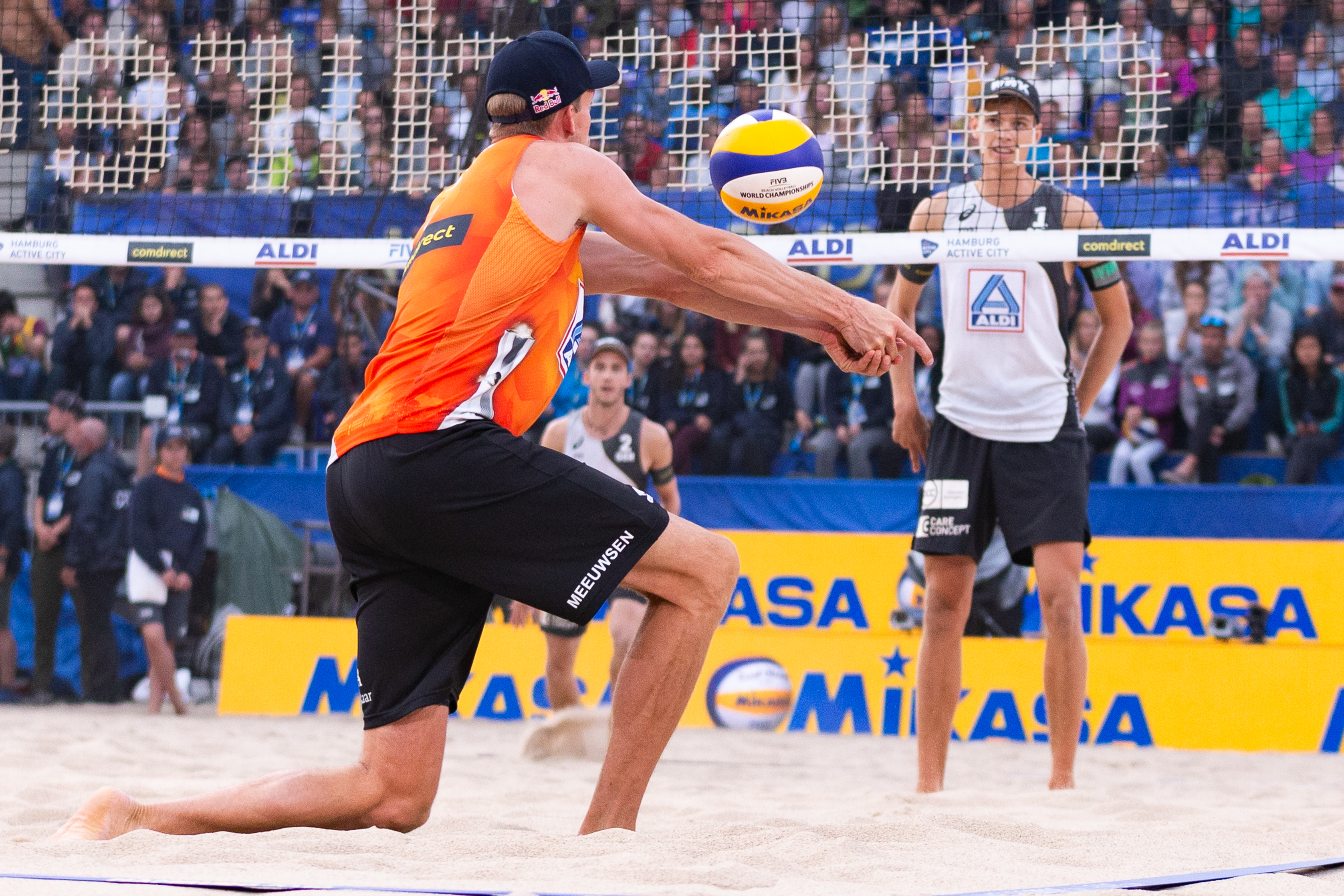
Meeuwsen im Einsatz während der Weltmeisterschaft in Hamburg (2019) im Sechzehntelfinale gegen Thole und Wickler

Im Oktober nahmen Brouwer und Meeuwsen auch in Las Vegas (Las Vegas) an einem Turnier der Saison 2019 teil. Im weiteren Verlauf der Saison folgten fünf Spiele, darunter ein vierter Platz in Den Haag und ein fünfter Platz in Doha. Bei der Beachvolleyball-Weltmeisterschaft 2019 in Hamburg schied das Duo im Sechzehntelfinale gegen das deutsche Paar Julius Thole und Clemens Wickler aus. Brouwer und Meeuwsen standen dann sowohl in Gstaad (Zweiter) als auch in Tokio (Dritter) auf dem Podium. In Wien belegten sie den neunten Platz, bei der Beachvolleyball-Europameisterschaft 2019 in Moskau und dem anschließenden dortigen World-Tour-Turnier belegten sie den fünften Platz und bei den Finals in Rom belegten sie den neunten Platz.
Nach dem Finale belegten Brouwer und Meeuwsen beim Olympiaqualifikationsturnier in Haiyang den dritten Platz. In der Saison 2020 der FIVB World Tour spielten sie zwei Spiele: In Chetumal belegten sie den zweiten und in Doha den neunten Platz. Bei der Beachvolleyball-Europameisterschaft 2020 in Jūrmala kamen sie gegen die Österreicher Alexander Huber und Christoph Dressler nicht über das Sechzehntelfinale hinaus und bei der niederländischen Meisterschaft gewannen sie Bronze. Im Jahr 2021 nahmen sie im Vorfeld der Spiele an sieben internationalen Turnieren teil, wobei ein Sieg in Ostrava das beste Ergebnis war. Beim olympischen Beachvolleyballturnier in Tokio schieden Brouwer und Meeuwsen im Achtelfinale gegen die späteren Sieger Anders Mol und Christian Sørum aus Norwegen aus. Zwei Wochen später belegten sie bei der Beachvolleyball-Europameisterschaft 2021 in Wien den vierten Platz, nachdem sie das Halbfinale und das Spiel um Platz drei jeweils gegen Mol und Sørum sowie das polnische Duo Piotr Kantor und Bartosz Łosiak verloren hatten.
2022 gewann Meeuwsen mit dem Deutschen Clemens Wickler das King of the Court Turnier in Hamburg. Die Weltmeisterschaft in Rom beendeten Brouwer/Meeuwsen auf Platz fünf und die Europameisterschaft in München auf Platz neun. Bei den Elite16-Turnieren der World Pro Tour 2022 hatten sie ausschließlich Top-Ten-Platzierungen. Bei den Finals in Doha erreichten sie den vierten Platz.
Auch bei den Elite16-Turnieren der World Pro Tour 2023 hatten die Niederländer fast ausschließlich Top-Ten-Platzierungen. Hinzu kamen neunte Plätze bei der Europameisterschaft in Wien und bei der Weltmeisterschaft in Tlaxcala. Nach durchwachsenen Ergebnissen auf der World Pro Tour 2024 und einem erneuten neunten Platz bei der heimischen Europameisterschaft beendete Meeuwsen seine lange Profikarriere.